# Baia di Galway
My soul to soar for evermore above you, Galway Bay.»
(Galway bay, Francis A. Fahy (1850 - ?))
La baia di Galway (in inglese Galway Bay ; in gaelico irlandese Loch Lurgain o Cuan na Gaillimhe) è una delle maggiori baie irlandesi: ampia insenatura della costa dell'Irlanda occidentale, prende il nome dalla città di Galway che si trova nella parte centro-settentrionale dell'insenatura e si estende per le coste delle contee di Galway e del Clare, sviluppandosi orientata verso ovest dal centro di Ballynahown fino a Black Head.
Lunga circa 60 km, la baia è larga a seconda dei casi tra i 14 e i 40.
All'ingresso della baia sono situate le celebri isole Aran.

## Morfologia
Mentre la parte settentrionale dell'insenatura, dov'è anche situata Galway City, ha un profilo piuttosto regolare e lineare, quasi a dispetto della numerosissime e indentatissime baie poco più a ovest, la parte centrale è più tormentata per via della presenza di foci di alcuni fiumi, mentre quella meridionale è spesso molto complessa per composizione geologica della costa, spesso coincidente con quella del Burren, molto diversa dal grosso tavolato granitico settentrionale. Si può dire che le due coste della baia rappresentino bene, con la loro notevole diversità geologica, il passaggio da una contea ad un'altra, ma soprattutto da una provincia all'altra (Connacht e Munster).
Dove la baia diventa irregolare si formano numerosissime insenature minori, le più considerevoli sono la Baia di Dunbulcaun, quella di Kinvarra e quella di Ballyvaughan.

## Cultura
La baia di Galway è ogni giorno navigata da imbarcazioni uniche del luogo, i Galway Hooker.
La cultura popolare irlandese le ha dedicato una canzone "Galway Bay". Tale canzone è menzionata nel ritornello di "Fairytale of New York", uno dei più famosi brani dei Pogues; il testo recita così: "The boys of the NYPD choir were singing 'Galway Bay' ". 
Sono i nostrani Modena City Ramblers a citarla direttamente, invece, insieme alle Scogliere di Moher ( "...dalle maestose Scogliere di Moher, dai colori degli arcobaleni, dall'argento e dal blu della Galway Bay") in Celtica Patchanka dall'album Fuori campo. La baia è inoltre menzionata nella canzone popolare "The Rare Old Mountain Dew" in cui l'inizio del testo recita "Let the grasses grow and the waters flow in a free and easy way, but give me enough of the rare old stuff that's made near Galway Bay".